# 日海利夫卡 (奧赫特爾卡區)
50°38′11″N 35°6′39″E / 50.63639°N 35.11083°E
日海利夫卡（烏克蘭語：Жигайлівка）是位於烏克蘭東北部的村莊，由蘇梅州奧赫特爾卡區的博羅姆利亞市鎮負責管轄。該村處於博羅姆利亞河畔，分別距離舍夫琴基夫哈伊1公里和亞塞諾克4公里，海拔高度149米，2001年人口1,036。